# UFC Fight Night: Херманссон vs. Вайдман
UFC Fight Night: Херманссон vs. Вайдман (англ. UFC Fight Night: Hermansson vs. Weidman, также известно как UFC Fight Night 174 и UFC on ESPN+ 32) было запланированным турниром по смешанным единоборствам, организованным Ultimate Fighting Championship, который первоначально планировалось провести 2 мая 2020 года на спортивной арене «Chesapeake Energy Arena» в городе Оклахома-Сити, штат Оклахома, США. Из-за пандемии COVID-19 президент UFC Дэйна Уайт объявил 9 апреля, что, начиная с оригинального UFC 249, все будущие события (включая это) отложены на неопределенный срок. Событие было официально отменено 20 апреля.

## Подготовка турнира
Мероприятие стало третьим, что промоушен организовывал в Оклахома-Сити после UFC Fight Night: Диас vs. Гиллард в сентябре 2009 года и UFC Fight Night: Кьеза vs. Ли в июне 2017 года.
Главным событием турнира стал бой в среднем весе между бывшим чемпионом UFC в среднем весе Крисом Вайдманом и Джеком Хермансоном.

#### Изменения карда
На турнире был запланирован бой в женском легчайшем весе между Сарой Альпар и Дудой Сантаной. Однако, Сантана была снята с турнира по неизвестным причинам и заменена Ванессой Мело.
Ожидалось, что бой в женском легчайшем весе между Джулией Авилой и Кароль Роса состоится на оригинальном UFC Fight Night: Оверим vs. Харрис. Тем не менее, событие было отменено из-за пандемии COVID-19. Поединок был перенесён на это событие.

Из-за ограничений на поездки, связанных с пандемией COVID-19, некоторые бразильские бойцы не смогли принять участие в соревнованиях из-за проблем с визой на исходную дату — Марина Родригес и Ванесса Мело.

## Анонсированные бои
Далее указаны бои, которые были официально анонсированы UFC и планировались до момента отмены турнира.
| Файткард | Файткард           | Файткард                               | Файткард | Файткард | Файткард                      | Файткард | Файткард | Файткард                                                                                     |
| -------- | ------------------ | -------------------------------------- | -------- | -------- | ----------------------------- | -------- | -------- | -------------------------------------------------------------------------------------------- |
| 1        | Средний вес        | Джек Херманссон (Jack Hermansson)      | #6       | vs.      | Крис Вайдман (Chris Weidman)  |          | [ 1 ]    | Бой отменён                                                                                  |
| 2        | Тяжёлый вес        | Андрей Орловский                       |          | vs.      | Филип Линс (Philipe Lins)     | д        | [ 2 ]    | Бой перенесён на обновлённый UFC Fight Night 171 (13 мая)                                    |
| 3        | Полулёгкий вес     | Брайс Митчелл (Bryce Mitchell)         |          | vs.      | Чарльз Роса (Charles Rosa)    |          | [ 3 ]    | Бой перенесён на обновлённый UFC 249 (9 мая)                                                 |
| 4        | Полутяжёлый вес    | Алонзо Менифилд (Alonzo Menifield)     |          | vs.      | Девин Кларк (Devin Clark)     |          | [ 4 ]    | Бой перенесён на обновлённый UFC 250 (6 июня)                                                |
| 5        | Полутяжёлый вес    | Эд Херман (Ed Herman)                  |          | vs.      | Чон Да Ун (Da Un Jung)        |          | [ 5 ]    | Бой отменён                                                                                  |
| 6        | Полулёгкий вес     | Райан Холл (Ryan Hall)                 | #13      | vs.      | Рикардо Ламас (Ricardo Lamas) |          | [ 6 ]    | Бой отменён                                                                                  |
| 7        | Лёгкий вес         | Карлус Диегу Феррейра (Diego Ferreira) | #10      | vs.      | Дрю Добер (Drew Dober)        |          | [ 7 ]    | Добер перенесён для боя с Александром Эрнандесом на обновлённом UFC Fight Night 171 (13 мая) |
| 8        | Полулёгкий вес     | Эдсон Барбоза (Edson Barboza)          | #11*     | vs.      | Джош Эмметт (Josh Emmett)     | #8       | [ 8 ]    | Барбоза перенесён для боя с Дэном Иге на обновлённом UFC on ESPN 8 (16 мая)                  |
| 9        | Жен. легчайший вес | Джулия Авила (Julia Avila)             |          | vs.      | Кароль Роса (Karol Rosa)      |          | [ 9 ]    | Бой перенесён на обновлённый UFC Fight Night 172 (13 июня)                                   |